# Taishan
För andra betydelser, se Taishan (olika betydelser).
Taishan (泰山, "berget Tai") är ett berg av stort historiskt och kulturellt värde norr om staden Tai'an i Shandong-provinsen i Kina. Den högsta bergstoppen, kallad Jadekejsarens topp, når 1545 m ö.h. Taishan är ett av de "fem heliga bergen" i Kina. Associerat med solen, födelsen, och förnyelser anses Taishan ofta vara det förnämsta av dessa fem. Templet på dess sluttning har varit ett mål för pilgrimer i 3000 år.
1987 sattes Taishan upp på Unescos världsarvslista.

## Plats
Taishan ligger alldeles norr om staden Tai'an och söder om provinshuvudstaden Jinan. Världsarvsområdet är mellan 150 och 1545 meter över havet och täcker ett område på 426 kvadratkilometer. Jadekejsarens topp har koordinaterna 36°16' N och 117°6' Ö.

## Historia
Spår av mänsklig aktivitet vid Taishan daterar sig tillbaka till paleolitisk tid. Mänsklig bosättning i området kan påvisas från neolitisk tid och framåt. Under denna tid, har två kulturer växt fram nära berget, Dawenkou i norr och Lonshan i söder. På våren och hösten utgör berget en gräns mellan de tävlande staterna Qi (norr om berget) och Lu (söder). Under de stridande staternas period, uppförde staten Qi en 500 km lång mur för att skydda sig mot invasion. Ruiner av muren finns kvar. Namnet på Tai'an, staden intill berget, anses betyda "Om berget Tai är stabilt är hela landet det".
Religiös dyrkan av Taishan har en tradition på 3000 år och har praktiserats från Shang-tiden och fram till Qingdynastin. Under årens lopp har tillbedjandet utvecklats till en officiell kejserlig rit och Taishan blev en av främsta platserna, där kejsaren skulle visa vördnad till himmelriket (på bergstoppen) och jorden (vid foten av berget) genom Fenshan-offren (封禪). Kejsaren Qin Shi Huang höll en ceremoni vid toppen år 219 och förklarade enandet av sitt imperium i en berömd inskription.
Taishan blev 1987 uppsatt på Unescos världsarvslista och hade 6 miljoner besökare 2003. Ett renoveringsprojekt som syftar att återställa kulturella relikter och återuppbygga skadade byggnader av kulturhistoriskt värde beräknades vara klart i oktober 2005. Moderna byggnader som inte passar in i det historiska landskapet ska rivas. Totalt beräknas arbetet kosta 15 miljoner yuan (omkring 13 miljoner svenska kronor).

## Naturvärden
Taishan är ett förkastningsblock som ökar i höjd från norr till söder. Det är det äldsta exemplet på en paleometamorfisk formation från den Kambriska perioden i östra Kina. Formationen innehåller magnetiserade, metamorfiska och sedimentära berg såväl som intrång från olika ursprung under Arkaiska eran. Regionens landhöjning började i Proterozoiska eran. I slutet av Proterozoiska eran hade den blivit en del av kontinenten.

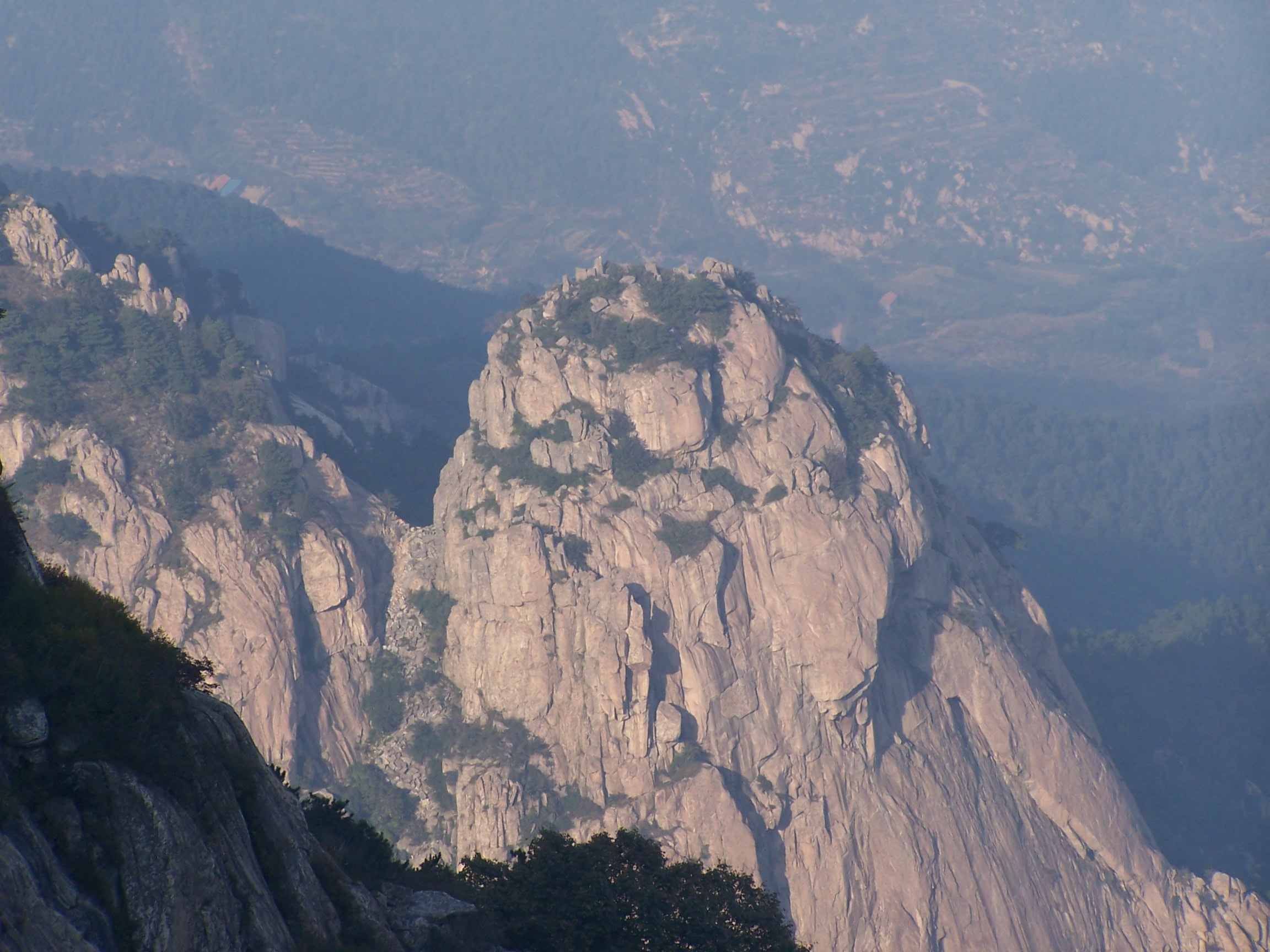
Taishan

Vis sidan om Jadekejsarens topp, finns andra distinkta bergsformationer som Himmelens ljustopp, Solfjädersklippan och Bakre bergssänkan.
Taishan ligger i zonen för orientalisk lövskog, omkring 80 procent av arealen är täckt med vegetation. Floran omfattar nära 1000 olika arter. Några träd i området är mycket gamla och är av stort kulturellt värde, såsom Handynastins Cypressträd, vilka planerades av kejsaren Wu Di, Tang-kinesiska Pagodträd (omkring 1300 år gamla), den "välkomnande gäst-tallen" (500 år gammal) och den femte rankade tallen, som kejsaren Qin Shi Huang döpte och som återplanterades för omkring 250 år sedan.

## Kulturella värden
Totalt finns på berget 22 tempel, 97 ruiner, 819 minnestavlor av sten samt 1018 klippor och steninskriptioner. En trappa på 6660 steg leder upp till östra toppen, längs dess väg finns 11 portar, 14 valvportar, 14 kiosker och 4 paviljonger. Templet är tillägnat Taishans gud, känt som Dai Miao (Dai-templet) är det största och mest kompletta antika byggnadskomplexet i området. Det täcker en yta på 96000 m². Templet byggdes upp första gången under Qindynastin. Sedan Handynastin har det varit en replik av det kejserliga palatset, vilket gör det till en av tre byggnadsstrukturer i Kina med karaktären av ett kejsarpalats (de andra två är den förbjudna staden och Confucius tempel i Qufu.) Templet har fem stora salar och många små byggnader. I mitten av byggnadskomplexet ligger Himmelska välsignelsens palats (Tian Zhu). Det byggdes 1008, under Norra Song-dynastin. I byggnaden finns muralmålningen "Guden av Taishan på resa" daterad till år 1009. Målningen sträcker sig omkring östra, västra och norra väggen, är 3,3 meter hög och 62 meter lång. Målningens tema är bergsguden på inspektionsresa. Bredvid detta palats ligger Yaocanpaviljongen och valvportsentrén samt Bronspaviljongen i nordöstra hörnet. Dai-templet omgärdas av 2100 år gamla Handynasticypresserna.
Andra viktiga tempel på berget är Himmelsblåa molntemplet tillägnat bergsgudens dotter Laomu och det gudomliga Bergstemplet vilket innehåller de tusen buddhastatyernas sal med målade Arhat-statyer.

## Infrastruktur

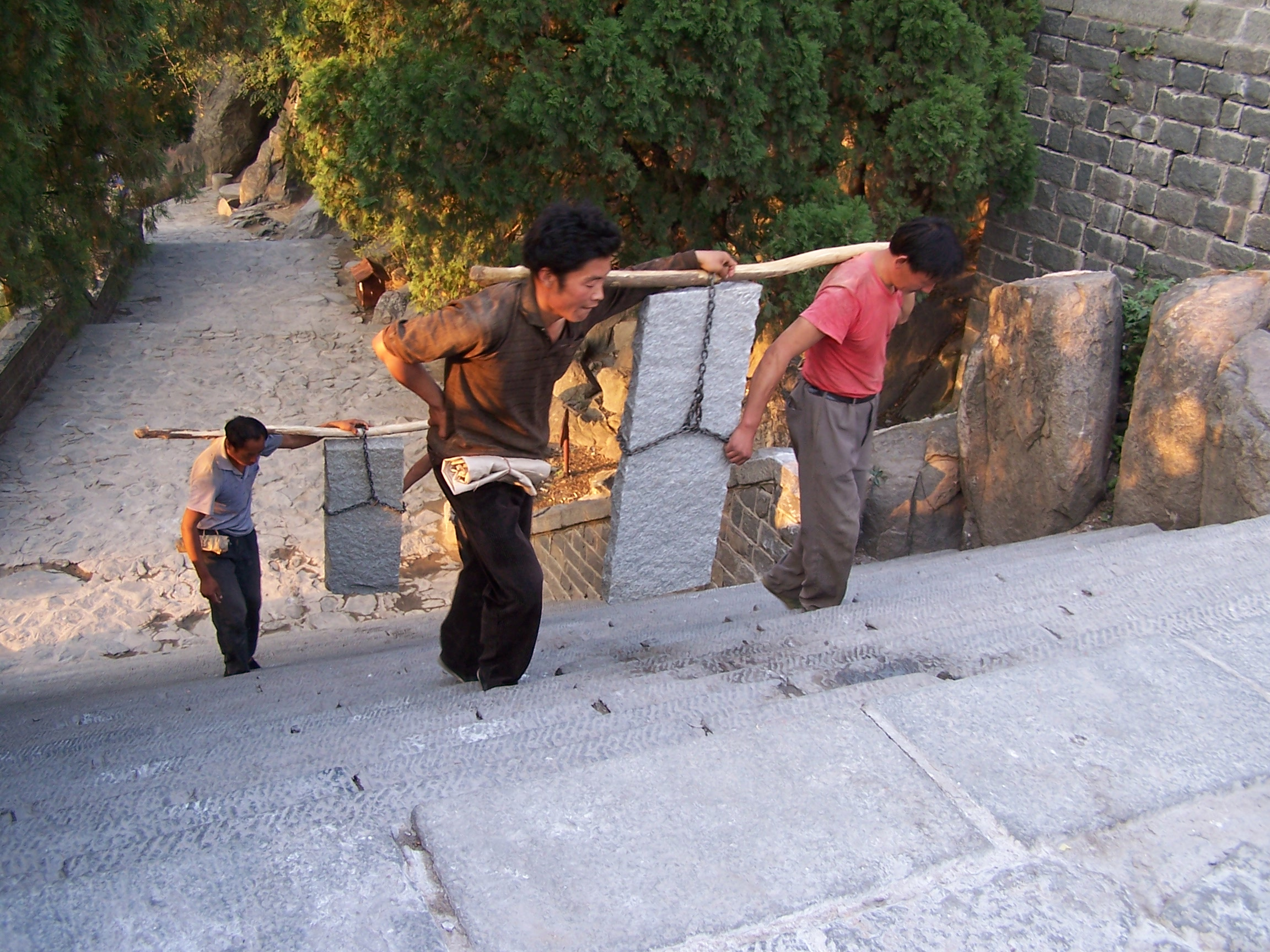
Bärare vid Taishan

Man kan nå toppen på Taishan med buss som stannar vid Halvvägsporten till himmelen. Därifrån går en linbana som ansluter till toppen. Att gå upp till fots tar omkring två timmar. Varor till försäljarna längs vägen till toppen förs av bärare antingen från Halvvägsporten till himmelen eller hela vägen upp från bergets fot.